# 邵光賓
邵 光賓（朝鮮語: 소광빈）は、高麗の文官であり、朝鮮氏族の平山邵氏の始祖である。
中国周の召公の子孫である。高麗明宗時代に慶尚道の按察使を務めた。